# Licinus aequatus
Licinus aequatus es una especie de escarabajo de la familia Carabidae.

## Distribución geográfica
Se distribuye por el sudoeste de Europa.